# Cuatro (Instrument)

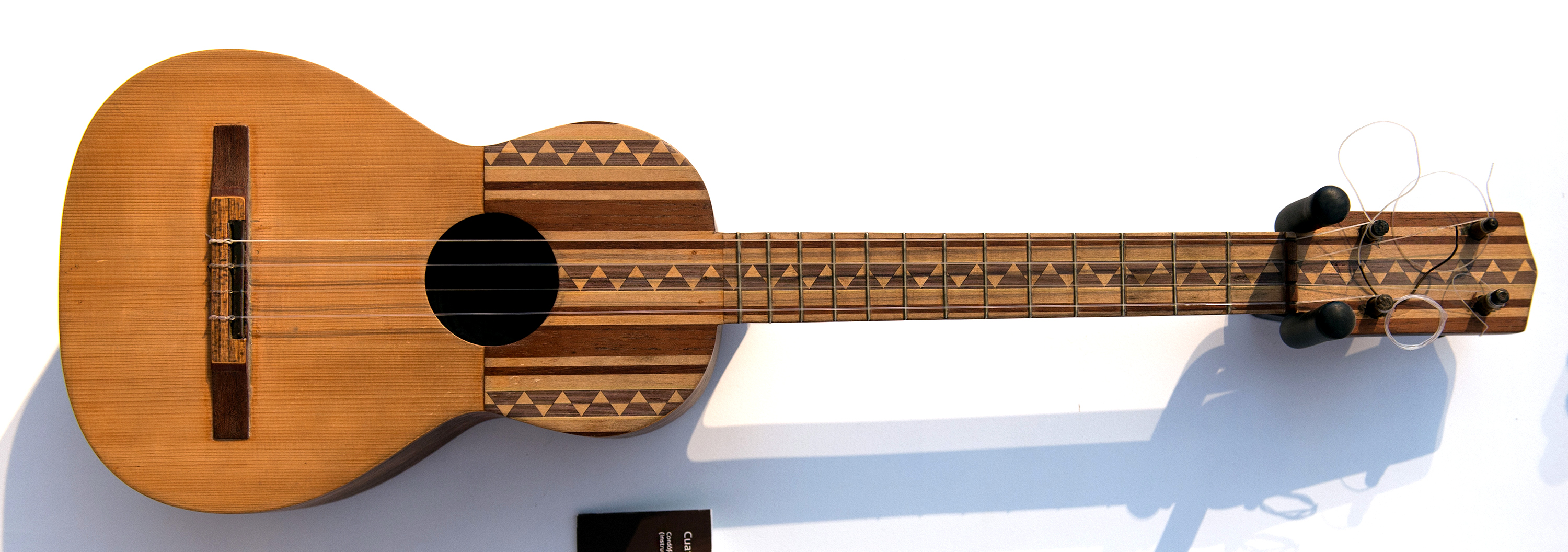
Cuatro aus Venezuela

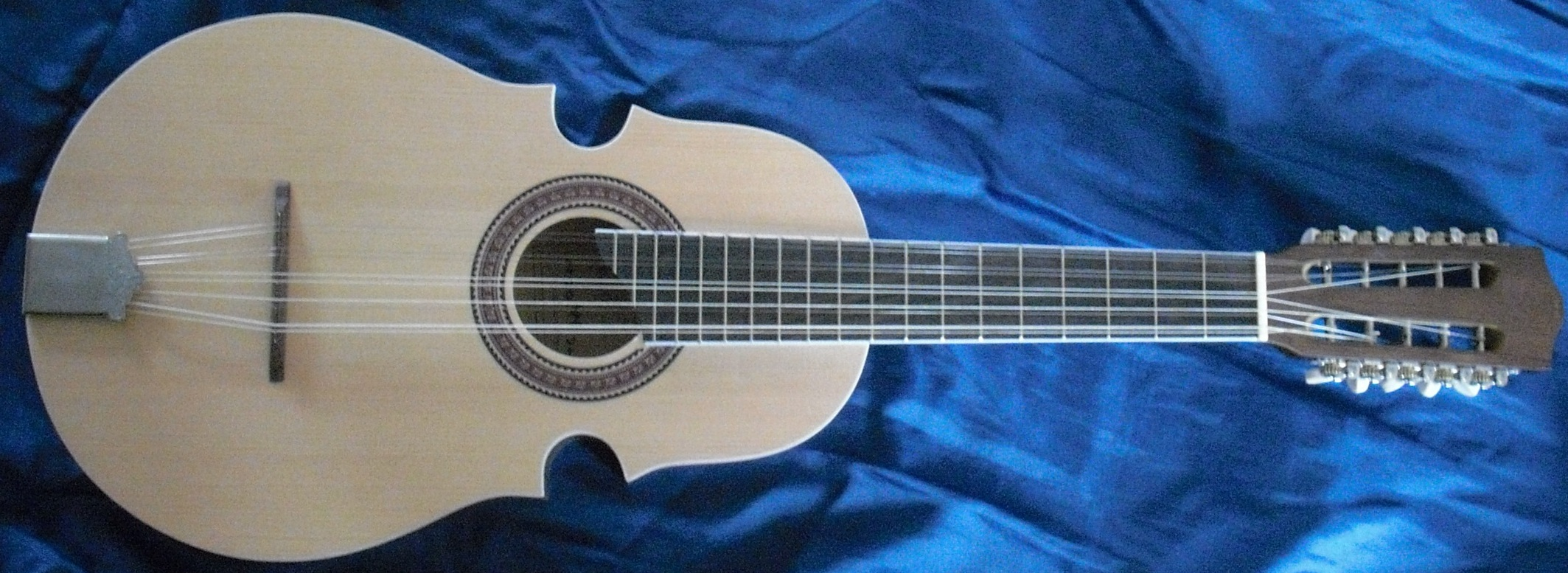
Cuatro aus Puerto Rico

(Die, auch der oder das) Cuatro ist eine Kastenhalslaute in der Form einer kleinen Gitarre ähnlich der portugiesischen Cavaquinho mit vier Saiten (spanisch cuatro, „vier“), auch acht und zehn doppelchörigen Saiten. Die cuatro wird im Norden Südamerikas (Venezuela, Kolumbien), in Puerto Rico, Mexiko und in den Vereinigten Staaten gespielt.

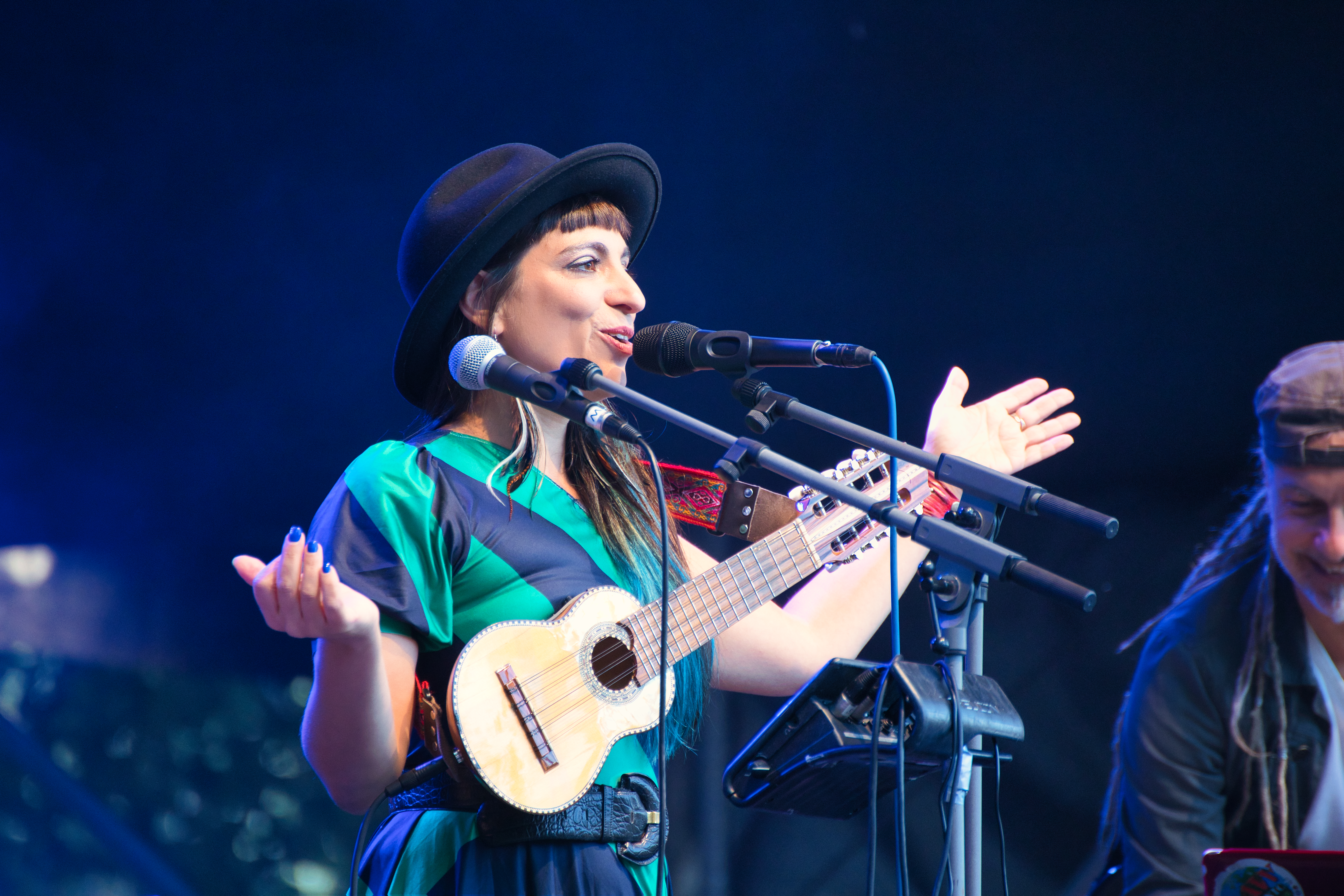
Sofia Rei spielt auf dem Rudolstadt-Festival 2022 eine doppelchörige cuatro.

Die cuatro ist etwa 80 cm lang, wovon der Hals etwa 45 cm einnimmt. Der Korpus ist etwa 25 cm breit und 10 cm tief. 
Sie wird mit schnellen rhythmischen Schlägen gespielt und eher selten gezupft. Typische Rhythmen sind der Vals und der Joropo im 6/8 Takt. Durch komplizierte rhythmische Schläge und Abdämpfer im Akkordspiel übernimmt die cuatro gleichzeitig mit der Akkordbegleitung die Funktionen der Percussion.
Gestimmt wird die cuatro wie eine Ukulele, gegenüber dieser klingen die 1. und 4. Saite aber eine Oktave tiefer, also entweder g-c'-e'-a oder a-d'-fis'-h.
Die in der Salsa-Musik von Musikern wie Yomo Toro in der Karibik gespielte cuatro ist deutlich größer und hat einen fast violinenförmigen Korpus. Wie die kubanische Tres hat sie Doppelsaiten – und zwar fünf. Der Name cuatro geht hier auf die Stimmung ein, die cuatro ist in Quarten gestimmt (H E A D G).
Neben diesem modernen Instrument gibt es eine Variante mit vier Saitenpaaren, tres puntos, und verschiedene ältere Formen: tulipán, antiguo (spanisch für „alt, antik, traditionell“) und higuera.